# カザール・ディ・プリンチペ
カザール・ディ・プリンチペ（伊: Casal di Principe）は、イタリア共和国カンパニア州カゼルタ県にある、人口約22,000人の基礎自治体（コムーネ）。

## 地理

### 位置・広がり

#### 隣接コムーネ
隣接するコムーネは以下の通り。
- カンチェッロ・エ・アルノーネ
- グラッツァニーゼ
- サン・チプリアーノ・ダヴェルサ
- サン・タンマロ
- サンタ・マリーア・ラ・フォッサ
- ヴィッラ・ディ・ブリアーノ
- ヴィッラ・リテルノ

### 気候分類・地震分類
カザール・ディ・プリンチペにおけるイタリアの気候分類 (it) および度日は、zona C, 1094 GGである。
また、イタリアの地震リスク階級 (it) では、zona 2 (sismicità media) に分類される。